# Carlos Arévalo López
Carlos Arévalo López (6 dicembre 1993) è un canoista spagnolo, vicecampione del mondo a Seghedino 2019 nel K4 500 metri.

## Palmarès
| Anno | Manifestazione          | Sede             | Evento            | Risultato      | Prestazione | Note |
| ---- | ----------------------- | ---------------- | ----------------- | -------------- | ----------- | ---- |
| 2013 | Europei                 | Montemor-o-Velho | K2 200m           | 6°             | 33"104      |      |
| 2013 | Mondiali                | Duisburg         | K2 200m           | 7°             | 32"183      |      |
| 2013 | Mondiali                | Duisburg         | Staffetta K1 200m | 5°             | 2'28"810    |      |
| 2015 | Giochi europei          | Baku             | K2 200m           | 4°             | 32"518      |      |
| 2015 | Mondiali                | Milano           | K2 200m           | 10° (Finale B) | 32"373      |      |
| 2016 | Mondiali juniores e U23 | Minsk            | K1 200m           | Bronzo         | 36"126      |      |
| 2017 | Europei                 | Plovdiv          | K4 500m           | 7°             | 1'23"100    |      |
| 2017 | Mondiali                | Račice           | K1 200m           | Finale B       | 34"964      |      |
| 2019 | Mondiali                | Seghedino        | K4 500m           | Argento        | 1'19"771    |      |